# Plasmocitoma
Il plasmocitoma è un tumore maligno delle plasmacellule. Molti casi di plasmocitoma producono una paraproteinemia.
Purtroppo la terminologia può indurre in ambiguità, a causa delle successive modificazioni della denominazione durante gli anni.

## Plasmocitoma solitario dell'osso
Si può parlare di "mieloma solitario" o "plasmocitoma solitario dell'osso", quando il tumore cresce all'interno dello scheletro.
Questa forma presenta altri tumori a distanza, spesso occulti, e frequentemente progredisce a mieloma multiplo nel corso di 5-10 anni. Il tumore solitario può essere trattato con la radioterapia.

## Plasmocitoma extraosseo
Si parla di "plasmocitoma extramidollare" o "extraosseo" quando il tumore si instaura al di fuori dell'apparato scheletrico, nei tessuti molli.
Questa forma di plasmocitoma si riscontra più di frequente nell'apparato respiratorio superiore, non tende a disseminarsi. Può essere trattato mediante resezione chirurgica.

## Diagnosi
Le procedure diagnostiche prevedono l'elettroforesi delle proteine plasmatiche e la biopsia osteomidollare. L'elettroforesi può evidenziare un picco monoclonale delle immunoglobuline, tuttavia la biopsia del midollo non presenta una espansione monoclonale delle plasmacellule.
La TAC e la risonanza magnetica provvedono a localizzare il tumore.